# Възнесение Господне (Михилци)
„Възнесение Господне“ или „Свети Спас“ е православен храм в хисарското село Михилци, част от Пловдивската епархия на Българската православна църква.

## История
Църквата е построена в средата на XIX век, но е опожарена през Руско-турската война от 1877 – 1878 година. Възобновяването на храма започва в 1881 година с пари събрани от селяните. Завършва в 1883 година и църквата е осветена от епископ Гервасий Левкийски. Живописта в храма е дело на дебърските майстори Нестор Траянов, Христо Макриев и Кузман Макриев.